# (2898) Neuvo
(2898) Neuvo (1938 DN) – planetoida z pasa głównego asteroid okrążająca Słońce w ciągu 4,09 lat w średniej odległości 2,56 j.a. Odkryta 20 lutego 1938 roku.